# 程同
程 同（てい どう、生年不詳 - 397年）は、五胡十六国時代の後燕の人物。

## 生涯
前秦の冠軍将軍慕容垂に仕え、典軍に任じられていた。
383年11月、慕容垂は鄴に向かった。慕容垂の自立を恐れた尚書右僕射権翼は密かに壮士を河橋南の空倉の中に忍ばせ、慕容垂を襲撃させた。しかし慕容垂はこれを疑い、涼馬台から草を結った筏で渡河を行い、程同に自分と同じ衣装を与え、馬に乗って僮僕と共に河橋へ向かわせた。予想通り伏兵が現れたが、程同は馬を馳せて逃げ切ることができた。
397年10月、北魏軍は中山を攻略した。同年4月に北魏の秦王拓跋觚を殺害したとして捕らえられ、高覇及びそれぞれの五族とともに大刃で切り刻まれて殺害された。